# شلالات غوايرا
شلالات غوايرا ((بالإسبانية: Saltos del Guairá)‏، (بالبرتغالية: Salto das Sete Quedas do Guaíra‏)) كانت سلسلة ضخمة من الشلالات على نهر بارانا على طول الحدود بين البرازيل وباراغواي. لم تعد هذه الشلالات موجودة، إذ غُمرت عام 1982 بالخزان المائي لسد إيتايبو. اختلفت الأرقام المنشورة، لكنها تراوحت بين 13,000 م3 (470,000 قدم3) لكل ثانية إلى 50,000 م3 (1,750,000 قدم3) لكل ثانية، كان معدل تدفق شلالات غوايرا من بين أكبر معدلات تدفق الشلالات على وجه الأرض.
شكّلت الشلالات 18 عنقوداً معتماً في سبع مجموعات - ومن هنا جاء الاسم بالبرتغالية "Sete Quedas" (أي سبعة شلالات)- بالقرب من بلدية غوايرا، بارانا البرازيلية وسالتو دي غوايرا أبعد مدينة إلى الشرق في باراغواي. كانت الشلالات تقع عند نقطة يضيق فيها نهر بارانا بفعل أخدود ضيق. عند رأس الشلال، كان عرض النهر يضيق بحدّة من حوالي 380 م (1,250 قدم) إلى 60 م (200 قدم). أما ارتفاع الشلال الإجمالي فكان تقريباً 114 م (375 قدم). كان هدير ماء الشلال يُسمع من على بعد 30 كـم (20 ميل) .

## الإغراق
غُمرت الشلالات بأكملها تحت بحيرة صناعية تم إنشاءها لسد إيتابو، وهو محور مشروع أكبر منشأة للطاقة الكهرومائية في العالم حتى الآن (اكتمل عام 1982). أنشئ الشلال بموجب اتفاق ثنائي بين النظامين البرازيلي والباراغواني عام 1973، ما فتح عهداً جديداً بين البلدين، حيث ادّعت كل منهما ملكية شلالات غوايرا.
بتقدّم أعمال الإنشاءات في سد إيتابو، توافد آلاف الزوار على المنطقة لرؤية الشلال قبل اختفائه للأبد. وقعت كارثة في 17 كانون الثاني (يناير) 1982، عندما انهار جسر معلق كان يتيح الوصول إلى منطقة مشاهدة مذهلة، ما أسفر عن مقتل عشرات السياح.
لاحقاً، عندما بدأت المياه في الارتفاع، قامت مظاهرات كبيرة، إذ اجتمع مئات الأشخاص مخلدين أحد طقوس الشعوب الأصلية في الأمريكتين الخاصة بالشلال. استمرت عملية الإغراق 14 يوماً فقط، فقد حدثت خلال الموسم المطري عندما يكون مستوى نهر بارانا مرتفعاً. في 27 تشرين الأول (أكتوبر) 1982، كان الخزان قد تَشكّل بأكمله فتلاشت الشلالات كاملةً. أجرت الحكومة البرازيلية لاحقاً تفجيراً بالديناميت في الصخور المغمورة، لاتاحة الملاحة في النهر